# George Cosac
George Cosac (ur. 26 stycznia 1968 w Konstancy) – rumuński tenisista, reprezentant w Pucharze Davisa, olimpijczyk z Barcelony (1992).

## Kariera tenisowa
Jako zawodowy tenisista Trifu osiągnął 3 finały w turniejach z cyklu ATP World Tour w grze podwójnej.
W latach 1988–1996 reprezentował Rumunię w Pucharze Davisa, rozgrywając łącznie 23 meczów, z których w 9 zwyciężył.
W 1992 roku Cosac wystąpił na igrzyskach olimpijskich w Barcelonie, gdzie doszedł do ćwierćfinału debla, a grał w parze z Dinu Pescariu. Spotkanie o awans do strefy medalowej Rumuni przegrali z Wayne'em Ferreirą i Pietem Norvalem.
W rankingu gry pojedynczej Cosac najwyżej był na 265. miejscu (23 października 1995), a w klasyfikacji gry podwójnej na 170. pozycji (15 kwietnia 1991).

### Finały w turniejach ATP World Tour
| Nazwa                        |
| ---------------------------- |
| Wielki Szlem                 |
| Igrzyska olimpijskie         |
| ATP Tour World Championships |
| ATP Masters Series           |
| ATP Championship Series      |
| ATP World Series             |

#### Gra podwójna (0–3)
| Końcowy wynik | Nr | Data             | Turniej   | Nawierzchnia | Partner           | Przeciwnicy                | Wynik finału  |
| ------------- | -- | ---------------- | --------- | ------------ | ----------------- | -------------------------- | ------------- |
| Finalista     | 1. | 12 sierpnia 1990 | Praga     | Ceglana      | Florin Segărceanu | Vojtěch Flégl Daniel Vacek | 7:5, 4:6, 3:6 |
| Finalista     | 2. | 19 września 1993 | Bukareszt | Ceglana      | Ciprian Porumb    | Menno Oosting Libor Pimek  | 6:7, 6:7      |
| Finalista     | 3. | 20 września 1998 | Bukareszt | Ceglana      | Dinu Pescariu     | Andrei Pavel Gabriel Trifu | 6:7, 6:7      |